# Tovo San Giacomo
Tovo San Giacomo (en lígur: U Tu) és un comune (municipi) de la província de Savona, a la regió italiana de la Ligúria, situat uns 60 km al sud-oest de Gènova i uns 25 km al sud-oest de Savona.
Tovo San Giacomo limita amb els següents municipis: Borgio Verezzi, Calice Ligure, Finale Ligure, Giustenice, Magliolo, Pietra Ligure i Rialto.